# Christoph Wiesel
Christoph Wiesel-Lancé (* 1995) ist ein deutscher Fernsehjournalist und Moderator.

## Leben und Karriere
Christoph Wiesel studierte Politikwissenschaft und Europäische Studien in Berlin, Paris, München und Genf. Er absolvierte eine Journalistenausbildung am Institut zur Förderung publizistischen Nachwuchses in München. Während des Studiums war er für die Deutsche Presse-Agentur sowie den paneuropäischen TV-Fernsehsender Euronews tätig. Ab 2020 arbeitete Wiesel beim ZDF, unter anderem als Redakteur der heute-Nachrichten. 2022 wechselte er als Korrespondent ins ZDF-Landesstudio Bayern. Seit Juli 2024 ist er Moderator des heute journal update. Im April 2025 war er erstmals als Co-Moderator im heute-journal zu sehen. Zudem unterrichtet er als Dozent an der Bayerischen Akademie für Fernsehen und Digitale Medien.
Seit seiner Heirat mit der Journalistin Kathrin Wiesel-Lancé (geb. Müller-Lancé) Mitte Juli 2025 trägt er den Nachnamen Wiesel-Lancé.